# Zweedse Ritus

Kruis van Sint-Joris

De Zweedse Ritus is een ritus die gebruikt wordt in de vrijmetselarij.

## Geschiedenis
Deze ritus is ontstaan in Scandinavië en telt 11 graden verdeeld over drie categorieën. Deze ritus wordt voornamelijk in Zweden, Noorwegen, Denemarken, Finland en IJsland gebruikt. Met kleine variaties wordt de ritus ook in Duitsland gehanteerd door de Große Landesloge der Freimaurer von Deutschland, een obediëntie die behoort tot de Vereinigte Großlogen von Deutschland.
De symboliek die verwerkt is in deze ritus is sterk christelijk. Men moet belijdend christen zijn om hem te mogen ontvangen. De ritus is opgedeeld in vier categorieën:
- de Johannesgraden, vernoemd naar de apostel Johannes,
- de Andreasgraden, vernoemd naar de apostel Andreas,
- de Kapittelgraden.

De overgang van graad gaat niet automatisch. De vrijmetselaar moet niet enkel over een voldoende activiteitsgraad beschikken, maar ook kunnen aantonen dat hij beschikt over een minimale kennis van de graad.
De elfde graad wordt slechts uitzonderlijk toegekend.

## Graden
In de drie symbolische basisgraden:

#### Johannesgraden
1. Leerling
2. Gezel
3. Meester

In de hogere graden:

#### Andreasgraden
1. Leerling van Sint-Andreas
2. Gezel van Sint-Andreas
3. Meester van Sint-Andreas

#### Kapittelgraden
1. Zeer illustere broeder, Ridder van het Oosten
2. Meest illustere broeder, Ridder van het Westen
3. Verlichte broeder van de Sint-Johannesloge
4. Zeer verlichte Broeder van de Sint-Andreasloge
5. Meest verlichte broeder, Ridder Commandeur van het Rode Kruis